# Білогуров Олександр Іванович
Олекса́ндр Іва́нович Білогу́ров (3 грудня 1914 — 3 липня 1942) — радянський військовий льотчик, учасник Другої світової війни, старшина. Герой Радянського Союзу (1940).

## Життєпис
Народився в селі Времівка, нині Великоновосілківського району Донецької області України, в селянській родині. Українець. Закінчив сільськогосподарську школу, працював зоотехніком у колгоспі.
У 1936 році призваний до лав Робітничо-селянського Червоного флоту (РСЧФ). У 1937 році закінчив об'єднану школу молодших авіаційних спеціалістів. Учасник радянсько-фінської війни 1939—1940 років.
2 лютого 1940 року, повертаючись з розвідувального завдання, бомбардувальник 57-го швидкісного бомбардувального авіаційного полку ВПС Балтійського флоту у складі: командир корабля — лейтенант Г. С. Пінчук, штурман — старший лейтенант В. М. Харламов, стрілець-радист — старшина О. І. Білогуров над островом Суурсарі був атакований фінським винищувачем, внаслідок чого отримав важкі пошкодження і загорівся. Екіпажеві вдалося посадити літак на кригу в зоні дії фінських берегових батарей і передати командуванню важливі розвідувальні дані. Згодом екіпаж був знайдений і вивезений на літакові-амфібії МБР-2 капітаном О. А. Губрієм.
У 1941 році закінчив Миколаївське військово-морське авіаційне училище імені С. О. Леваневського і отримав призначення до 66-ї ескадрильї 40-го бомбардувального авіаційного полку ВПС Чорноморського флоту.
Учасник німецько-радянської війни з червня 1941 року. Здійснив декілька десятків бойових вильотів на літакові Пе-2 на бомбардування транспортів і портів супротивника на Дунаї, а також ворожої бойової техніки в районі Одеси.
2 вересня 1941 року, повертаючись з бойового завдання, літак 2-ї ескадрильї 40-го бомбардувального авіаційного полку був збитий в районі Каховки. Потрапив у полон, звідки здійснив втечу. Дістався рідного села, де організував підпільну групу. Був схоплений окупантами і страчений 3 липня 1942 року.

## Нагороди
Указом Президії Верховної Ради СРСР від 7 лютого 1940 року за зразкове виконання завдань командування та виявлені при цьому мужність і героїзм, старшині Білогурову Олександру Івановичу присвоєне звання Героя Радянського Союзу з врученням ордена Леніна і медалі «Золота Зірка» (№ 273).
Також нагороджений медаллю «За відвагу» (07.05.1967, посмертно),

## Вшанування пам'яті
Ім'ям Олександра Білогурова названо одну з вулиць у селі Времівка.